# 魚津城の戦い
魚津城の戦い（うおづじょうのたたかい）は、天正10年（1582年）に行われた柴田勝家を総大将とする織田信長軍と上杉景勝軍との戦い。上杉家（米沢藩）中条家文書・魚津在城衆12名連署書状を根拠とする 。

## 開戦までの経緯
上杉氏と織田氏は甲斐武田氏や相模後北条氏に対して同盟関係にあったが、天正4年（1576年）に織田氏の当敵・毛利氏のもとに身を寄せていた将軍・足利義昭が反信長勢力を糾合すると、上杉謙信は同じく織田氏の当敵である本願寺と和睦し、同盟は手切となり敵対関係に入った。天正6年に謙信が死去すると、上杉家では御館の乱を経て上杉景勝が当主となり、景勝は信長の当敵である甲斐武田氏と同盟し（甲越同盟）、上杉・織田氏は引き続き敵対関係となった。
謙信死後、信長は北陸地方の支配を目論んだとされ、天正9年（1581年）に起こった荒川の合戦以後は、織田方に仕えているが上杉方に内通していた願海寺城主・寺崎盛永、木舟城主・石黒成綱などが信長によって次々と粛清され、北陸地方における織田氏方の基盤が作られていった。
天正10年（1582年）2月に織田勢は甲斐武田氏を滅ぼし、同年3月に織田軍は魚津城を囲んだが、背後で小島職鎮が上杉景勝と手を組み、神保長住の富山城を急襲しつつ城を乗っ取ったため、翌年3月11日に魚津を攻めていた柴田勝家・佐々成政・前田利家・佐久間盛政らに富山城を攻めさせ奪還に成功している。その後4万ともいわれる織田軍は魚津城への攻撃を再開し、上杉氏も3800ともいう兵を挙げ立てこもった。

## 合戦の展開
包囲された上杉軍部将の中条景泰はすぐに上杉景勝に救援を求めるが、越後国に接する信濃国及び上野国には、武田氏を滅亡させた織田軍が駐屯しており、さらに越後・新発田城主の新発田重家が景勝の領内侵攻の姿勢をとったため兵を出せなかった。その代わり能登国の諸将、および赤田城主斎藤朝信や松倉城主上条政繁を派遣した。そして景勝は天正10年（1582年）5月4日に、自ら軍勢を率い春日山城を出発、5月19日には魚津城東側の天神山城に入り後詰の陣を張った。一方織田軍は5月6日に二の丸を占拠したため、景勝は戦を仕掛けられず、信濃国・海津城の森長可や上野国・厩橋城の滝川一益が越後侵入の態勢に入ったため、5月27日に退陣を決断した。その後、上杉軍は篭城戦を展開し両軍が決死の攻防戦を繰り広げたが、開戦から3ヶ月後の6月3日に落城を悟った山本寺孝長・吉江宗信・吉江景資・吉江資堅・寺島長資・蓼沼泰重・安部政吉・石口広宗・若林家長・亀田長乗・藤丸勝俊・中条景泰・竹俣慶綱ら上杉方の守将13人が自刃して果て落城、織田軍が勝利した（落城の日には、既に織田信長は京で横死していたことに注意）。

## 後史
勝利に沸く織田勢であったが、6月2日に信長が本能寺で明智光秀により討たれた（本能寺の変）との報に接し、主君の死に動揺した織田勢は四散した。空城となった魚津城には須田満親を中心とする上杉勢が入り、越中東部における失地を奪還したが、清洲会議で越中を安堵された佐々成政に再び攻められ、須田氏は城を明け渡し信濃の海津城に退転した。その後、上杉氏は富山の役で前田氏と東西挟攻して越中内に再度侵攻している。富山の役の後、利家の嫡子・前田利長が越中国の4郡のうち砺波・射水・婦負の3郡を加増される。
文禄4年（1595年）には再び前田利長に新川郡が加増され、上杉氏の越中衆から郡内の諸城を受け取った青山吉次などが魚津城代を務めたが、江戸時代に入り、一国一城令により魚津城は廃城となったとみられる。

## 魚津在城十三将
中条景泰 - 竹俣慶綱 - 吉江信景 - 寺嶋長資 - 蓼沼泰重 - 藤丸勝俊 - 亀田長乗 - 若林家吉 - 石口広宗 - 安部政吉 - 吉江宗信 - 山本寺景長 - （吉江景資）
中条、竹俣、吉江信景は上杉謙信の代からの側近。藤丸、亀田、若林らは、元加賀一向宗門徒の国衆で、謙信の加賀侵攻に伴い上杉氏の被官となった者たちで、若林家吉は天正2年7月に謙信が加賀に侵攻した際の一揆側の主将・若林長門守の一族と考えられる。 上杉一門からは山本寺も加わっている。吉江景資の名は「魚津在城衆十二名連署状」にはないが、同時期に戦死したと考えられており、ここでは含めることとした。なお、中条と蓼沼は第1廓を守備していたことが史料から判っている（『上杉年譜』、『大日本史料』、『越佐史料』)。

## 逸話
景勝が撤退した後、落城が近い事を悟った上杉方の守将13人が自刃する際、自分の耳に穴を開けて、自分の名前を書いた木札を全員で結び自刃したという。
この戦いでは、織田軍が鉄砲のほかに大砲を使用していたことが確認されているが、これは一次資料で確認できる大砲の使用例としては北陸最古である。ただしこの大砲は当初から不良品で、前田利家は兄の前田安勝に修理を依頼している。修理は6月1日に完了したものの、魚津城の落城は6月3日なのでほとんど役に立っていなかった様である。